# Żabuti leśny
Żabuti leśny, żółw brazylijski (Chelonoidis denticulatus) – gatunek gada z podrzędu żółwi skrytoszyjnych z rodziny żółwi lądowych (Testudinidae).
OpisKarapaks jajowato wydłużony jest średnio wysklepiony. Pokryty dużymi, regularnie rozmieszczonymi żółtymi tarczami z brunatnobrązowym paskiem na obwodzie. Głowa pokryta tarczkami różnych rozmiarów. Głowa, szyja i odnóża ciemnobrązowe lub czarne z czerwonymi lub pomarańczowymi plamkami. Krawędzie szczęk ząbkowane. Ogon krótki, a odnóża nieproporcjonalnie długie.
RozmiaryDługość karapaksu do 60 cm.
Masa ciała do 1 kg.

BiotopŚciśle lądowy tryb życia: głównie lasy.
PokarmLiście, pędy i owoce.
RozmnażanieSamica składa od 10 do 12 jaj i zasypuje je liśćmi.
WystępowanieAmeryka Południowa na wschód od Andów; występuje na terenie następujących państw: Boliwia, Brazylia, Kolumbia, Ekwador, Gujana Francuska, Gujana, Peru, Surinam, Trynidad i Tobago, Wenezuela.